# Лотерея

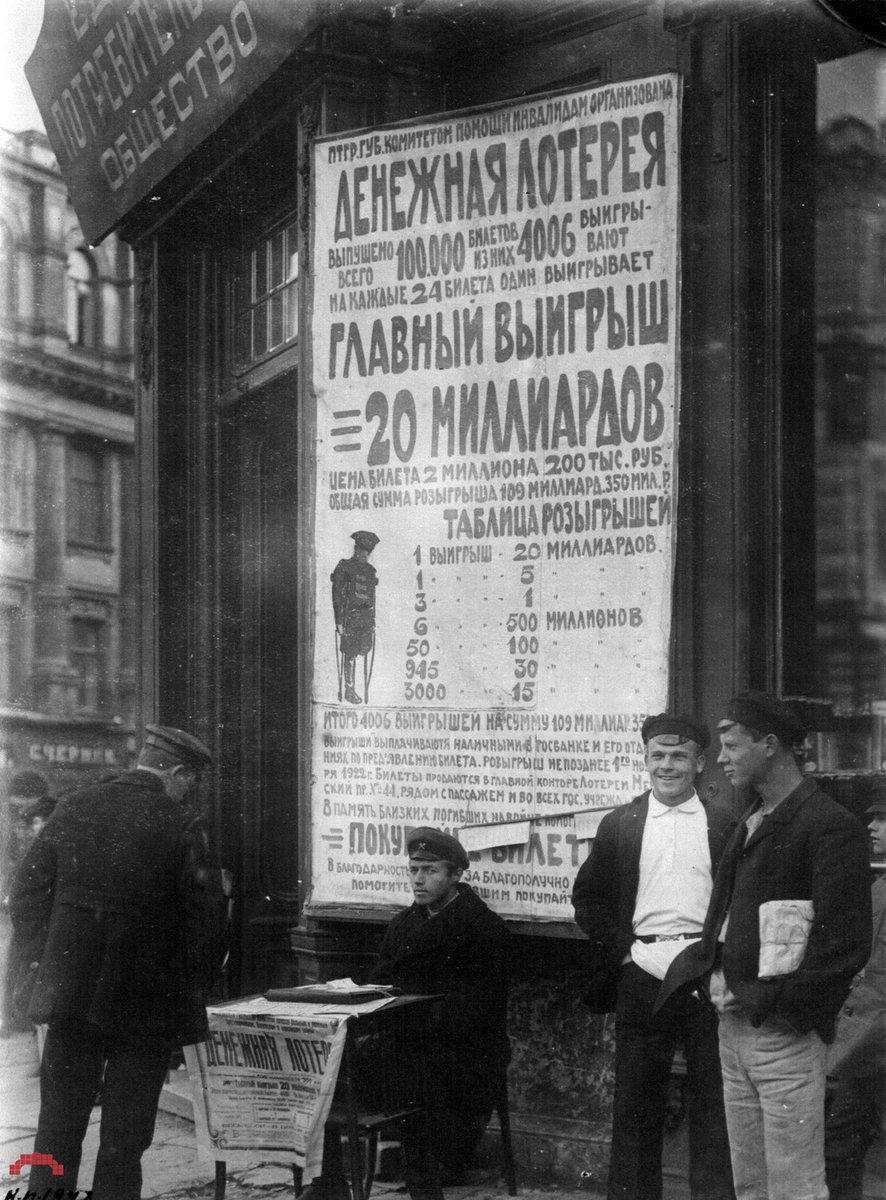
Продажа студентами билетов лотереи в помощь инвалидам. Петроград, 1921 год

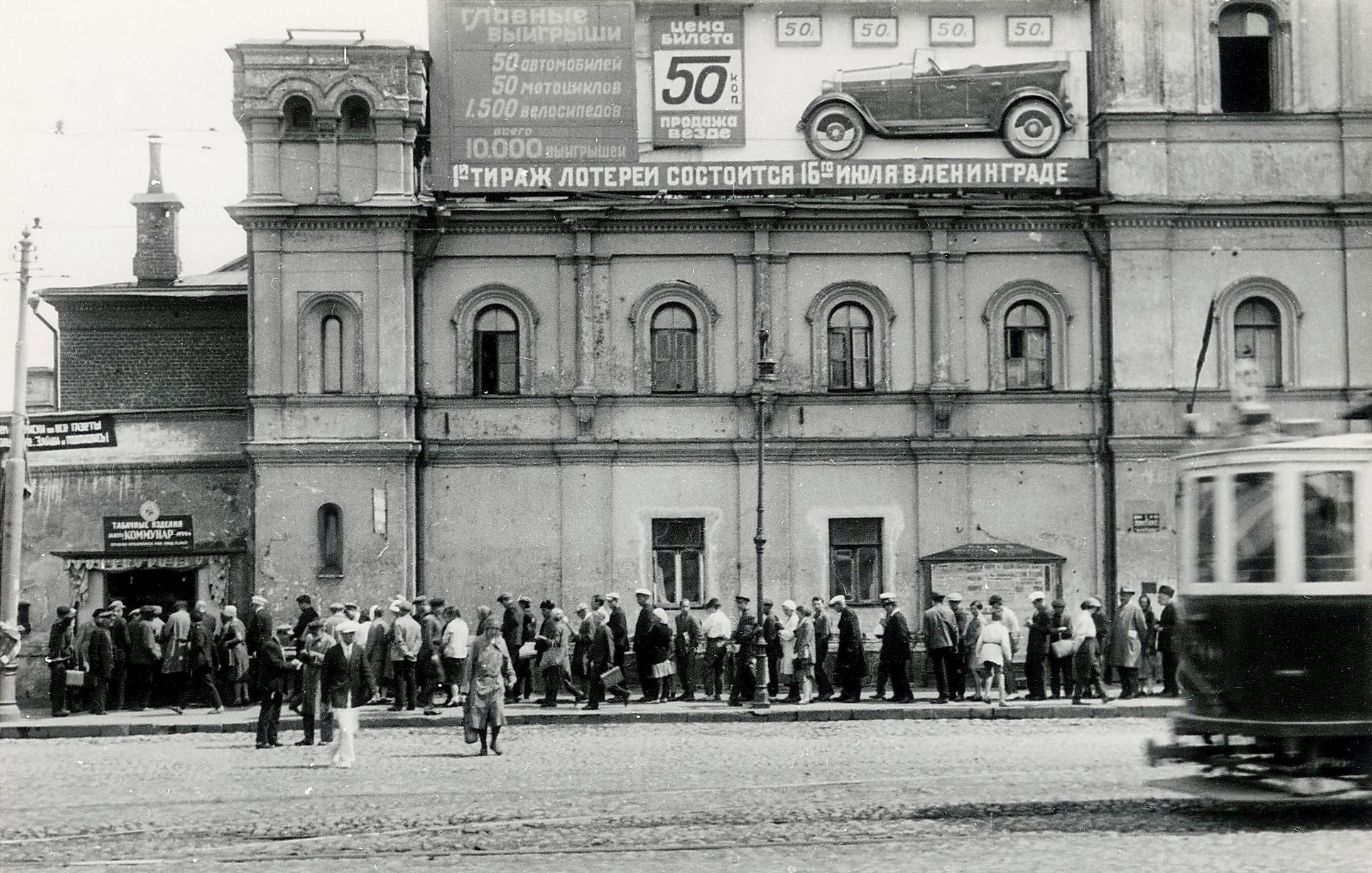
Рекламный плакат розыгрыша лотереи на здании Страстного монастыря, Москва, 1930 год

Лотере́я — организованная азартная игра, при которой распределение призового фонда зависит от случайного выбора того или иного номера (или поименованного лота), который обычно указан на лотере́йном биле́те. Часть внесённых игроками средств идёт на формирование призового фонда лотереи, из которого происходят выплаты выигрышей обладателям призовых номеров, идёт организаторам лотереи, часть выплачивается государству в виде налогов, часть идёт на целевые отчисления (например, на развитие определённого вида спорта). В большинстве случаев на законодательном уровне страны устанавливается ограничение для призового фонда не менее 50% от всех средств полученных при продаже лотерейных билетов.

## Этимология слова
Слово лотерея во время правления Петра I было заимствовано из нидерл. loterij, где оно из фр. lotérie < итал. lottería «лотерея», от lotto «доля», заимствованного из франкского hlōt < прагерм. *xlautaz «жребий».

## История

### В древности
История возникновения лотереи ведёт к древним истокам человеческой цивилизации. По мнению учёных, одним из первых упоминаний о проявлении своеобразной формы лотереи являются древнегреческие мифы, в которых говорится, что воины по очереди тянули из золотого шлема камушки, один из которых давал право на поединок с Зевсом, что подразумевало получить возможность остаться в живых или умереть с честью.
Несмотря на разночтения хронологии событий древности, одной из следующих книг, толкующей о зарождении предтечи лотереи на которую ссылаются историки, является Библия (Чис. 26:2), где записано: Бог повелел Моисею пересчитать «сынов Израилевых» и по жребию поделить между ними землю на западном берегу реки Иордан (в качестве вознаграждения за годы испытаний и лишений во время скитания по пустыням). Историки истолковывают эти факты таким образом, что после того, как люди производили определённое действие — они получали случайным образом распределяемое вознаграждение, что можно интерпретировать как выигрыш, ассоциирующийся с получением вознаграждения за победу в лотерее.
Практически одновременно происходит зарождение первых форм лотереи в Древнем Риме и Китае.
В 100 году до нашей эры во времена правления в Китае династии Хань была организована лотерея, напоминающая игру Кено. Средства, вырученные от её проведения, были использованы для обороны страны, и в первую очередь на финансирование строительства Великой Китайской стены.
Историческая хроника гласит, что уже в поздней Римской республике были известны различные формы лотереи, связанные с именем Юлия Цезаря. Во времена его правления была организована первая общественная лотерея, для сбора средств в пользу муниципальных нужд Рима: ремонт дорог, мостов и зданий. Кроме того, во время проведения больших праздников устраивались бесплатные лотереи для бедняков. Плебеям раздавали «бумажки счастья», а денежные призы получали несколько счастливчиков.

### Лотереи в Европе (1466—1933)
Между XV и XVII веками розыгрыши лотереи получили широкое распространение по всей Европе. Первое упоминание о проведении лотереи в европейских странах связано с розыгрышем, который организовала вдова фламандского живописца Яна Ван Эйка, приуроченным к 25-й годовщине его смерти. Лотерея была проведена в городе Брюгге, современная Бельгия, и датируется 24 февраля 1466 года. Принять участие в лотерее и получить денежное вознаграждение мог любой желающий, кто приобрёл лотерейный билет. Вырученные деньги были направлены на поддержку малоимущих горожан. После 1466 года в Бельгии проводились всевозможные лотереи, благодаря которым были построены часовни, богадельни, водные каналы и портовые сооружения.
События 1515 года, произошедшие в Генуэзской республике, открывают нам тайну происхождения слова «лотерея». В XV веке в Генуе во время выборов в орган местного самоуправления (Великий Совет) голосованием избиралось 90 претендентов, после чего в финальном туре требовалось отобрать всего лишь 5 самых достойных кандидатов. Чтобы получить самый справедливый результат, было принято решение проводить специальную жеребьёвку по формуле 5 из 90, тем самым передав право окончательного голоса «Lotto», что означает в переводе с итальянского «Судьба». Кроме того, в среде лингвистов бытует мнение, что слово «лотерея» происходит от франкского «hlot», что означает «жребий», которое со временем трансформировалось в английское слово «lot» — «доля». По всей видимости, с хронологической точностью определить, какой из языков является прародителем современного слова «лотерея», специалисты затрудняются, но как минимум, очевиден тот факт, что корни его происхождения ведут к романской группе языков.
С 1520 по 1532 год король Франции Франциск I издаёт указ на проведение лотерейных розыгрышей в стремлении поправить положение государственной казны. В нескольких городах Франции: Париже, Лионе, Страсбурге, Бордо и Лилле были установлены лотерейные колёса, из которых граждане вытягивали билеты.
В Италии одной из первых нашумевших лотерей является «De Lotto de Firenze», организованная в 1530 году во Флоренции. Это была одна из первых лотерей, которая разыгрывала денежные премии, благодаря чему она была ознаменована невиданным успехом и очень быстро распространилась по другим городам страны, а с 1863 года на территории современной Италии стали проводиться регулярные национальные лотереи.
В Англии начало проведения лотерей связано с именем одной из самых ярких личностей Британской монархии королевы Елизаветы I и выпадает на 1559 год, первый год её правления. Как раз в этот период времени у королевства были серьёзные экономические трудности, при этом Англия фактически находилась в состоянии военной и экономической блокады. Политики, окружающие королеву, связывали выход государства из сложившегося положения с удачным замужеством Елизаветы I с каким-либо сильным иностранным монархом того времени, но Елизавета, обладавшая очень сильным характером, отказалась наотрез от такого политического манёвра и заявила, что замуж выходить пока не собирается, а как исправить финансовое положение страны — знает. И кто бы мог подумать, что молодая королева предложит провести лотерею.
Следует отметить, что предложение Елизаветы оказалось весьма удачным ходом. Лотерея была запущена с большим размахом и проведена 11 января 1559 года. Было предложено к продаже порядка 40 тысяч лотерейных билетов, а победителей ожидало вознаграждение в виде гобелена, золота и денег. Собранные средства были израсходованы на восстановление и реконструкцию портов, а также на другие общественные нужды.
С тех пор традиция устраивать государственные лотереи в Англии существовала до 1825 года, пока не была прервана правительством под давлением противников лотереи в лице оппозиции в английском парламенте. Но надо отдать должное тому факту, что за два с лишним века на «лотерейные» деньги были построены знаменитый Британский музей, Лондонский акведук, несколько мостов и многие другие важные объекты архитектуры.
В 1726 году в Голландии (Нидерланды) формируется и проводится старейшая и ещё действующая в наши дни классическая числовая лотерея, что является значительным событием в истории создания и развития лотерей. Первая числовая лотерея, проведённая в Голландии, послужила катализатором интенсивного развития и распространения лотерей по всей Европе.
В Испанию модную традицию проводить лотереи привёз из Неаполя сам испанский король Карл III. 10 декабря 1763 года был проведён первый розыгрыш испанской национальной лотереи La Primitiva, которая, так же как и первая голландская лотерея, относится к числу долгожительниц и действует по сегодняшний день.
Впрочем, голландцы и испанцы были не одиноки в своих начинаниях, и в хронологическом порядке следом за Нидерландами и Испанией в 1783 году, в Португалии была запущена первая национальная благотворительная лотерея при старейшем святом соборе Санта Каса да Мисерикордиа де Лиссабон (Lotaria Nacional Santa Casa da Misericórdia de Lisboa), которая также является одним из старейших в мире и постоянно действующих институтов лотереи, основанным королевой Марией Пиа.
В 1863 году, после объединения Италии, была учреждена первая национальная лотерея Италии Lotto, розыгрыши которой стали проводиться на регулярной основе еженедельно, а доходы поступали в государственную казну.
В 1930 году были запущены первые ирландские государственные лотереи, которые завоевали на американском и канадском рынках большую популярность в связи с полным запретом в тот период времени в этих странах на проведение лотерей. Также среди них были благотворительные лотереи, организованные в интересах ирландских больниц.
В 1933 году, практически после 100-летнего периода запрета, была вновь реабилитирована лотерея под названием Loterie Nationale во Франции, которая действовала на регулярной основе вплоть до начала Второй мировой войны, после чего её розыгрыши были прекращены. После наступления мирного времени действие лотереи было восстановлено.

### Американские лотереи (1612—1906)
Возникновение американской лотереи — интереснейшее историческое событие, коренным образом связанное со строительством первой британской колонии в Америке. После двух неудачных попыток организовать колонии в Новом Свете, в период правления Англией королевы Елизаветы I, в дело вступил частный капитал. В 1612 году король Англии Яков I уполномочивает Лондонскую акционерную компанию «Вирджиния», ранее получившую лицензию на строительство первой английской колонии, названной в честь короля — Форт Джеймс (английское произношение имени Яков), провести лотерею для финансирования содержания и строительства колонии. Лотерея проводилась регулярно на протяжении нескольких лет, собирая достаточные средства, порядка 8 тыс. фунтов стерлингов в год для развития колонии, сыграв тем самым важнейшую роль в создании первого постоянного британского поселения в Америке — Джеймстаун (Виргиния).
С тех пор, учитывая высокую рентабельность и большой интерес населения, лотерея не только прижилась в Америке, но и активно развивалась во всевозможных формах, оказавшись наиболее функциональным инструментом для финансирования военных и социальных проектов. К 1860 году прибыль, получаемая от проведения лотерей, занимала львиную долю финансирования социальных программ 24 американских штатов. На протяжении чуть более 250 лет за лотерейные деньги было построено порядка 200 церквей, 300 школ, множество больниц, сиротских приютов и библиотек, а также около 50 колледжей и университетов, наиболее известные из которых — Гарвардский, Йельский, Принстонский, Дартмутский, Брауновский и Колумбийский.
Однако к 1778 году произошло множество лотерейных скандалов в связи с тем, что лотереи находились в частном владении, были слабо регулируемы и подвергались широкомасштабному воздействию коррупции, что впоследствии привело к общественному недовольству и послужило поводом к их запрету. К концу XIX века большинство американских штатов запрещает проведение лотерей конституционным законом, а 29 июля 1890 года — президент США Бенджамин Харрисон направляет в Конгресс послание с требованием принятия «жёсткого и эффективного» законодательства, направленного на запрет лотереи. Конгресс отреагировал довольно быстро и утвердил закон, запрещающий в США производство и распространение лотерейных билетов. После этого в 1892 году Верховный Суд Соединённых Штатов подтвердил этот закон, что в итоге в 1900 году привело к полной остановке лотерейного бизнеса в США, за исключением лотереи штата Луизиана, которая была закрыта в 1906 году.

### В России и СССР

#### В Российской Империи
В Российской Империи проведение одной из первых лотерей ознаменовано реформами Петра I и датируется началом XVIII века. Её основателем является московский часовщик Яков Гассенус. Розыгрыш лотереи был организован таким образом, что двое детей доставали лотерейные билеты из ящика, а Гассенус тут же раздавал счастливчикам соответствующие призы. Следует отметить, что эта традиция в России прижилась не сразу, доход от первых лотерей оказался слишком мал для их развития. Впоследствии были попытки проводить лотереи частным образом, но они жёстко пресекались властями.
Другой задокументированный факт лотереи относится к 1745 году, когда были разыграны вещи должника, купца Ивана Данилова.
В 1860 году был принят сенатский указ «О конфисковании товаров, кои носят по домам для играния лотерей». Это свидетельствует о том, что домашние лотереи носили не единичный характер.
Первой официальной лотереей стала «Первая государственная лотерея», организованная в 1760 году. Был выпущен указ «О учреждении Государственной лотереи для содержания отставных и раненых обер- и унтер-офицеров и рядовых». Тираж составил 50000 экземпляров, стоимость билета составила 11 рублей. Доходы от продажи билетов планировалось потратить на помощь раненым и отставным военным чинам.
Постановлением Сената на розыгрышах было запрещено присутствие представителей низших слоёв населения, включая солдат и прислугу. Несмотря на намерения Екатерины II пополнить государственную казну за счёт организации лотереи, первый опыт её проведения оказался неудачным. Императорской казне пришлось доплатить 45 тыс. рублей в фонд погашения обязательств по выигрышам. С тех пор Императрица крайне негативно относилась к проведению подобных розыгрышей и больше их не организовывала.
В 1771 году лотереи в Российской Империи были запрещены. В 1782 году Устав Благочиния разрешил проводить лотереи, причём иностранные лотереи были запрещены.

##### Правила проведения лотерей
В 1875 году были окончательно утверждены правила проведения лотерей.
Вот основные из них:
- Разрешены только вещевые лотереи.
- Доход от проведения лотереи шёл только на благотворительные цели.
- Запрещено разыгрывать денежные премии и ценные бумаги.
- Сумма стоимости билетов лотереи не должна быть свыше 1500 рублей (по этой причине распространённым тиражом лотерей XX века был 6 000 экземпляров при цене билета в 25 копеек)
- Число выигрышей в лотерею должно быть не менее 1 /100 части от всего числа билетов,
- Общий размер выигрышей — не менее половины той суммы, на которую лотерея разыгрывается.
- Разрешение на устройство лотереи может быть дано только тогда, когда от этого «не причиняется вреда ни общего, ни частного» и когда через 3 суток после подачи просьбы ни от кого не последует на это жалобы или спора.
- На устройство лотереи на сумму свыше 1500 рублей должно быть получено высочайшее разрешение (разрешение до этой суммы могло даваться губернатором, начальником области или градоначальником).
- Запрещалась продажа иностранных лотерей и лотерей иностранных займов. В особых случаях продажа билетов иностранных лотерейных займов может быть разрешена министром финансов
- За обман при проведении розыгрыша лотерей виновные подвергаются наказаниям как обман при игре в карты.
- Лотереи-аллегри (моментальные лотереи) можно было устраивать на таких общественных гуляньях, на которых независимо от платы за лотерейные билеты назначается плата за вход в размере не менее 1 рубля[7].

В 1892 году правительство самостоятельно выступило инициатором проведения лотереи с целью собрать средства для помощи населению в связи с неурожаем и с её помощью собрало немыслимо астрономическую сумму по тому времени — 9 миллионов 600 тысяч рублей. А в 1914 году, в связи с началом Первой мировой войны, правительственная лотерея собрала значительные средства для оказания помощи раненым фронтовикам.

#### В СССР
С приходом советской власти, в 1918 году лотереи были объявлены буржуазным пережитком прошлого и запрещены декретом Совнаркома, но вскоре в связи с большим неурожаем и финансовыми трудностями, в 1921 году было принято решение восстановить их проведение.

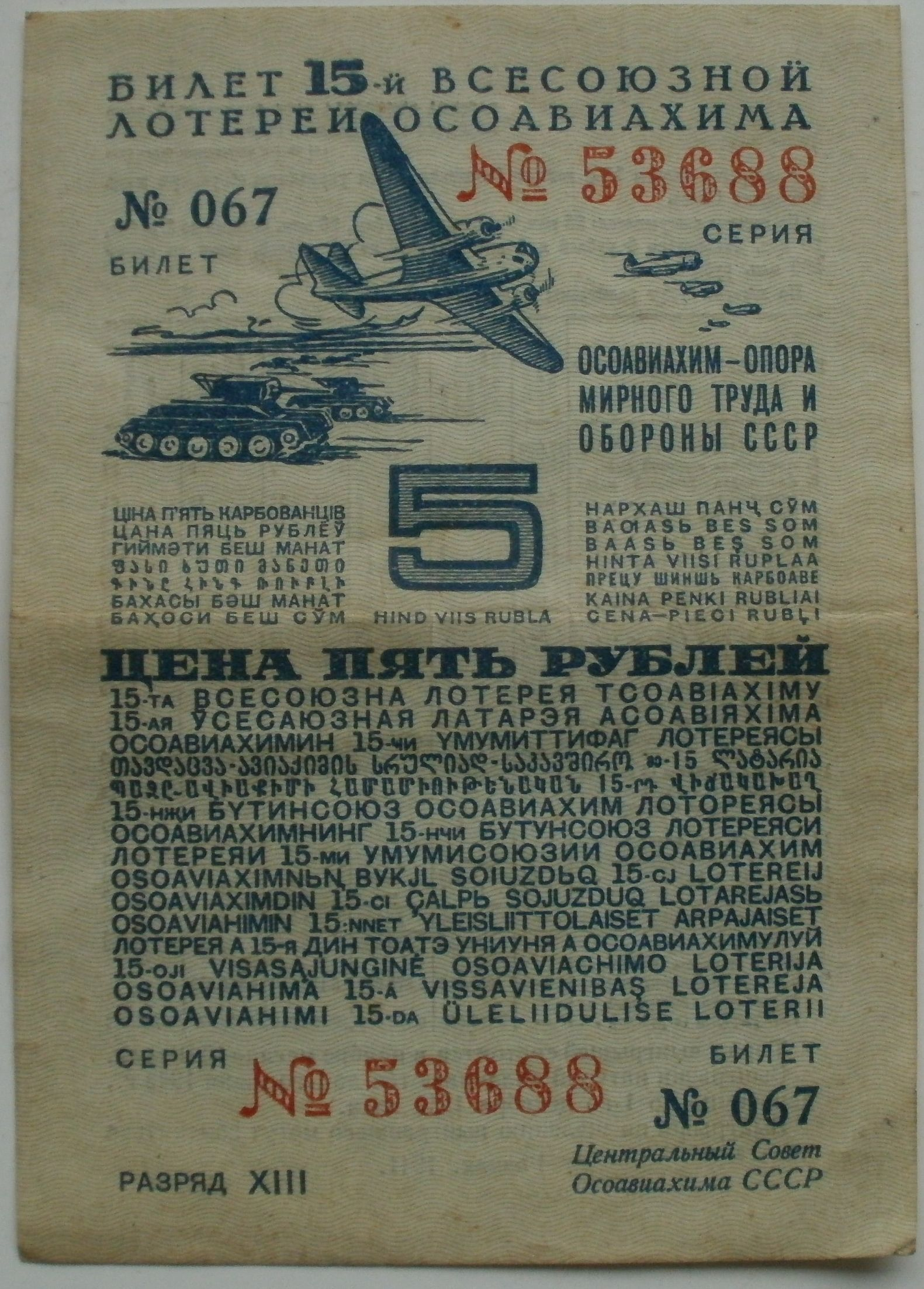
Лотерейный билет ОСОАВИАХИМа 1941 г.

Организация лотерей в СССР, как и любая прочая финансовая деятельность, являлась государственной монополией. При этом, в связи с практически постоянным дефицитом потребительских товаров, лотереи (в отличие от всех других стран), как правило, были денежно-вещевыми (за исключением «Спортлото», «Спринт» и «Спортпрогноз» — последний имел уже все черты спортивного тотализатора).

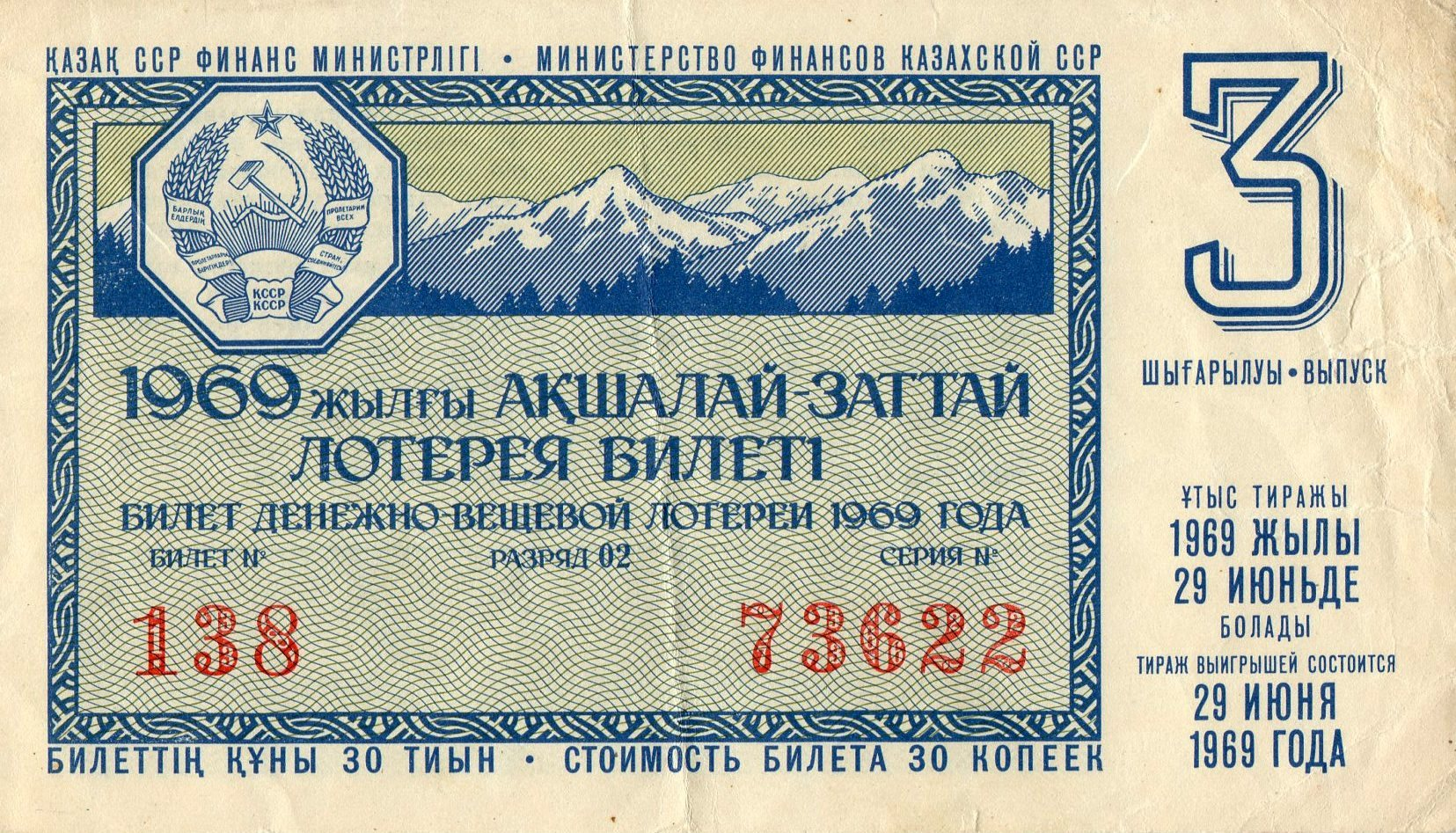
Денежно-вещевая лотерея Казахской ССР. 3-й выпуск, 29 июня 1969

Билеты лотерей поступали в свободную продажу через систему «Союзпечать», а также розничную торговлю. Часть лотерейных билетов распространялась «добровольно-принудительно» — как «нагрузка» к покупке, «на сдачу», вместо определённой суммы при выдаче зарплаты, премии, стипендии или пенсии, одновременно с уплатой членских взносов партийных, комсомольских, профсоюзных и различных добровольных организаций (ДОСААФ, ОСВОД и т. д.). Лотереи распространяли профсоюзные активисты, комсорги и партработники.
Черты лотереи (с целью повышения их привлекательности в глазах населения) несли также выигрышные займы, ежегодный доход по которым выплачивался в виде выигрышей, разыгрываемых в регулярных тиражах (за исключением тех выпусков, обращение которых было «заморожено»).
С конца 50-х годов и вплоть до распада СССР всесоюзные лотереи проводились регулярно. Раз в месяц проходил тираж обычной лотереи с билетами стоимостью 30 копеек (выигрыши от 1 рубля до автомобиля «Москвич» или «Жигули»). Полный выигрыш приходился на билет, и серия, и номер которого совпадали с выигрышными, в случае совпадения только серии владельцу билета выплачивался минимальный «утешительный» выигрыш в размере от 1 до 3 рублей. 4 раза в год проводился тираж лотереи ДОСААФ. Цена билета 50 коп. В денежно-вещевой лотерее ДОСААФ (выигрыши от 1 рубля до автомобиля «Волга») на выигрыши шла всего четверть средств, вырученных от продажи лотерейных билетов, однако в первое время они пользовались большой популярностью, учитывая ценность и практическую недоступность главного выигрыша. Также право проводить лотереи получил Союз художников СССР, однако выигрыши в них были только вещевыми (произведения искусства), и выплата их стоимости деньгами не допускалась. Иногда проводились специальные тиражи, посвящённые крупным мероприятиям (таким, как фестиваль молодёжи и студентов 1985 года). Номера и серии выигрышных билетов публиковались в центральной и местной прессе.
На протяжении последующих 50 лет в СССР существовали всевозможные денежные лотереи, но числовая лотерея появилась гораздо позднее.
В 1970 году в порядке эксперимента была организована спортивно-числовая лотерея «Спортлото 6 из 49» (модифицированный вариант известной азартной игры «кено»). Её основным условием было присвоение 49 видам спорта условных порядковых номеров. Жеребьёвка первого тиража советской лотереи «Спортлото 6 из 49» состоялась 20 октября 1970 года в Москве, в Центральном Доме журналиста. В течение недели накануне проведения первого розыгрыша, было распродано около 1,5 миллионов лотерейных билетов.
С 10 января 1974 года тиражи всесоюзной лотереи «Спортлото» начали проводиться в Москве на студии Центрального телевидения и транслироваться в прямом эфире Первой программы утром в выходной день.
За всю историю советских лотерей, «Спортлото» была самой крупной и знаменитой, заслужив среди населения СССР большую популярность благодаря тому, что участник сам выбирал свои числа удачи, а не получал лотерейный билет с присвоенным номером, как во всех предшествующих лотереях.
За 20 лет существования лотерея «Спортлото» принесла государству 500 млрд рублей — на эти средства по всему СССР строились стадионы и спорткомплексы, а в 1980 году лотерея сыграла значительную роль в финансировании Московской Олимпиады.
Сам денежный выигрыш можно было получить в сберкассе, вещевой — в уполномоченном магазине. При этом лотерейный билет, на который выпал особо крупный вещевой выигрыш, прежде всего автомобиль (особенно «Волга»), сам по себе мог становиться предметом неоднократной перепродажи и спекуляции (на чём построен сюжет телефильма «Ковалёва из провинции»), поскольку манипуляции с ним были более скрытыми и безопасными, чем с самим автомобилем.
На тему лотерей были сняты фильмы («Зигзаг удачи» (выигрыш выпал на облигацию 3%-ного выигрышного займа СССР 1966 года), «Спортлото-82», «Два воскресенья»). 

Крылатыми стали выражения из фильма «Бриллиантовая рука»: «Кто возьмёт билетов пачку, тот получит… водокачку», «А если не будут брать — отключим газ» и диалог из фильма «Москва слезам не верит»: «В жизни ведь ещё лотерея есть. Я вот всегда лотерейный билет покупаю! — Ну и как, выиграла что-нибудь? — А как же! Два раза по рублю!».
Кроме тиражных лотерей, выпускались билеты моментальной лотереи «Спринт» и моментальной книжной лотереи.

## Современные лотереи мира

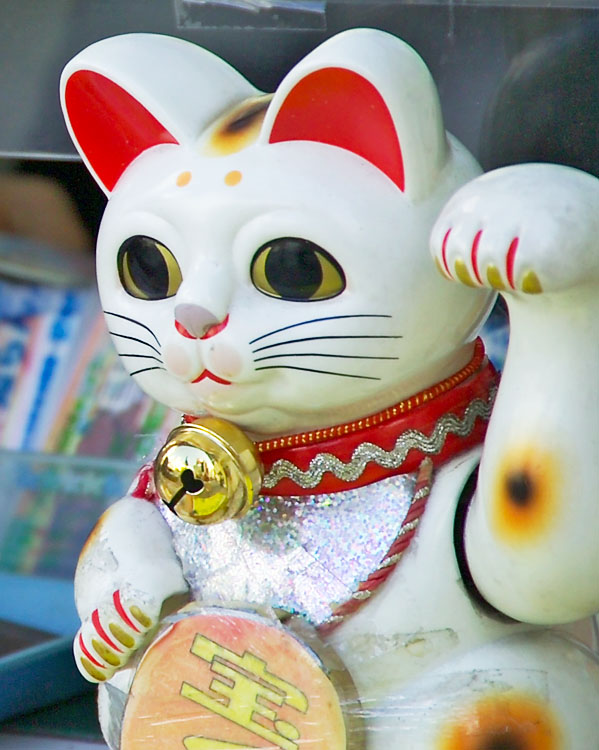
Манэки-нэко в Токио (Япония) предлагает купить лотерейные билеты.

### Официальные европейские лотереи
После окончания Второй мировой войны индустрия лотереи в европейских странах быстро восстанавливается и успешно развивается. Благодаря интенсивному росту экономики, многовековым лотерейным традициям и большой плотности административного дробления уже к середине 1980-х годов Европа наряду с Соединёнными Штатами была богатейшим регионом по количеству и разнообразию всевозможных лотерей, таких как КЕНО, Бинго, мгновенная лотерея и, разумеется, классическая числовая лотерея, которая является самой популярной и востребованной.
В Европе самыми крупными числовыми лотереями по рейтингу популярности и размерам джекпотов являются:
1. Общеевропейская лотерея Евромиллионы (EuroMillions)
2. Итальянская лотерея SuperEnaLotto
3. Испанская лотерея Эль Гордо (El Gordo de La Primitiva)
4. Испанская лотерея Ла Примитива (La Primitiva)
5. Национальная Лотерея Великобритании (U.K. National Lottery)
6. Германия Лото 6/49 (Germany Lotto 6/49)
7. Австрия Лото 6/45 (Austria Lotto 6/45)
8. Ирландия Лото (Ireland Lotto)
9. Франция Лото (France Loto)
10. Бельгия Лото (Belgium Lotto)
11. Межнациональная европейская лотерея Викинг Лото (Viking Lotto)
12. Межнациональная европейская лотерея ЕвроДжекпот (Eurojackpot)

Особое внимание стоит уделить лотерее ЕвроМиллионы, которая по всем параметрам бесспорный лидер среди европейских лотерей и уступает им лишь сроком своего существования. История лотереи ЕвроМиллионы первоначально связана с вводом в обращение единой европейской валюты евро. Базовый проект создания лотереи возник в 1994 году и его ключевая идея заключалась в синхронизации её запуска с переходом стран Евросоюза на общеевропейскую валюту. Тем не менее, открытие лотереи ЕвроМиллионы откладывалось несколько раз и только спустя десять лет — 13 февраля 2004 года в Париже состоялся её первый розыгрыш. В недавнем прошлом лотерея претерпела существенные изменения, и 10 мая 2011 года состоялась вошедшая в историю первая жеребьёвка обновлённой лотереи ЕвроМиллионы, а менее чем через два месяца произошло ещё одно знаменательное событие — 12 июля 2011 года был разыгран рекордный джекпот лотереи ЕвроМиллионы — 185 млн евро. ЕвроМиллионы имеет один из самых больших призовых фондов в мире, за счёт её международного статуса. Средний размер главного приза составляет 48 млн евро.

### Официальные лотереи США
После более чем полувекового запрета на проведение лотерей в США начинается их возрождение, в первую очередь благодаря одному из самых небольших, но при этом независимых и свободолюбивых штатов на северо-востоке США, Нью-Гэмпшир (который первым провозгласил независимость от Великобритании, а девизом штата является фраза: «Live free or die» — «Живи свободным или умри»), где в 1964 году и была запущена первая государственная лотерея.
В 1967 году Нью-Йорк стал вторым американским штатом, возобновившим лотереи. В 1970 году лотерея вновь появилась в штате Нью-Джерси, который в 1971 году первый в мире реализовал автоматизированную систему ставок, заложив фундамент развития онлайн-лотереи. С 1975 года в США было разрешено рекламировать лотереи в средствах массовой информации, включая радио и телевидение, и уже к 1980 году более половины американских штатов возобновили проведение лотерей.
При этом в Соединённых Штатах не существует национальных лотерей, так как лотереи США регулируются в соответствии с законами каждой из юрисдикций. Тем не менее в США имеют место две крупнейшие лотереи транснационального масштаба: Мега Миллионы (Mega Millions) и Powerball, которые появились благодаря слиянию официальных лотерей нескольких штатов. До сегодняшнего дня эти лотереи занимают лидирующие позиции в рейтинге популярности и являются рекордсменами по величине джекпотов.
Необычной лотереей являлась лотерея Cash WinFall в штате Массачусетс: особенность устройства позволяла в некоторых розыгрышах получать прибыль за счёт покупки большого числа билетов. Эти на протяжении нескольких лет пользовались как минимум три группы игроков-хакеров.
Рекордный джекпот в истории лотереи Пауэрболл — $590,5 млн долларов — был разыгран 18 мая 2013 года, войдя в тройку крупнейших выигрышей в мире.
Самый большой джекпот в мире был выигран 30 марта 2012 года в Мега Миллионы (Mega Millions) и составил $656 млн долларов.
Последним историческим событием в индустрии лотереи США является соглашение подписанное 31 января 2010 года между лотереями Мега Миллионы и Пауэрболл о программе совместных кросс-продаж, вступившее в силу в марте 2010 года и расширившее географию распространения лотерейных билетов этих лотерей на территории США до 43 юрисдикций: в 41 штате и округе Колумбия, а также в Американские Виргинские острова.
По состоянию на 2011 год в Соединённых Штатах существуют официальные лотереи в ведении 46 юрисдикций: в 43 штатах, а также в округах Колумбия, Американские Виргинские острова и Пуэрто-Рико.

### Официальные лотереи России
Организация и проведение лотерей в Российской Федерации регулируется Гражданским Кодексом Российской Федерации (глава 58 «Проведение игр и пари»), Федеральным законом от 11.11.2003 № 138-ФЗ «О лотереях», рядом подзаконных нормативных актов. Организаторами лотерей выступают Министерство спорта Российской Федерации и Министерство финансов Российской Федерации. Они же гарантируют выплату выигрышей. Проводят лотереи и выплачивают выигрыши операторы лотерей — АО «ГСЛ»,ООО «Спортлото» и ООО «Спортивные Лотереи». Надзорным органом, который отслеживает деятельность операторов, выступает Федеральная налоговая служба.
Согласно поправкам к закону о лотереях в России запрещены негосударственные лотереи с 1 июля 2014 года. С этого момента государственные лотереи проводятся по решению правительства, а международные — по законам РФ. Ценный приз или лотерейный выигрыш облагается налогом на доход. К 2020-му ежегодные темпы роста рынка государственных лотерей оценивались в 3 %. Количество участников лотерей выросло с 4 % в 2014 году почти до 30 % от взрослого населения страны.
Лотерея, в зависимости от способа её проведения, подразделяется на тиражную и бестиражную:
1. Тиражная лотерея. Лотерея, в которой розыгрыш призового фонда лотереи между всеми участниками лотереи проводится единовременно после распространения лотерейных билетов, лотерейных квитанций, электронных лотерейных билетов. Проведение такой лотереи может включать в себя отдельные тиражи. Для определения выигравшей лотерейной комбинации (выигравших лотерейных комбинаций) при проведении розыгрыша призового фонда тиражной лотереи не допускается использование одновременно более одной единицы лотерейного оборудования.
2. Бестиражная лотерея. Лотерея, в которой информация, позволяющая определить выигрыши, закладывается в лотерейные билеты на стадии их изготовления (создания). При проведении бестиражной лотереи участник лотереи непосредственно после внесения платы за участие в лотерее, получения лотерейного билета и выявления нанесённых на лотерейный билет скрытых надписей, рисунков, чисел или символов узнаёт о наличии и размере выигрыша или о его отсутствии.

Лотерея в зависимости от территории её проведения подразделяется на международную и всероссийскую государственную:
1. Международная лотерея — лотерея, которая проводится на территориях двух и более государств, включая территорию Российской Федерации, на основании международного договора Российской Федерации (в данный момент таких лотерей не существует).
2. Всероссийская государственная лотерея — лотерея, которая проводится на всей территории Российской Федерации.

На сегодняшний день в России лотереи распространяются четырьмя лотерейными брендами — Столото, Национальная Лотерея, FONBET и Winline. 
Под брендом Столото в России официально представлены следующие лотереи: "Русское лото", "Жилищная лотерея", "Золотая подкова", "Забава от Русского лото", "Проще, чем дважды два от Русского лото", "Лото-Экспресс", "Бинго 75" [розыгрыши временно приостановлены], "Удача на сдачу" [ранее "6 из 36"] (они дают возможность выигрыша миллионов рублей, квартир и автомобилей и транслируются на канале НТВ в рамках одного лотерейного шоу "У нас выигрывают!"); помимо них есть дополнительные тиражные лотереи ("Специгра"), лотереи с многомиллионными суперпризами ("Спортлото" 4 из 20/5 из 36/6 из 45/7 из 49, "Большое Спортлото", "ОХОТА"); лотереи с выигрышами каждые 15 минут ("Остатки сладки", "Морская схватка", "Рапидо", "Рапидо 2.0", "Рапидо Драйв", "Рапидо Топ", "Рапидо Ультра", "Топ 3", "Кено", "Рокетбинго", "Дуэль", "Всё или ничего"); бонусные игры собственного центра развлечений ("Аэрохоккей", "Волшебные бочонки", "Заряд удачи", "Змейка", "Карнавал сладостей", "Кузьмич", "Кузьмич:Побег", "Пинбол", "Сапёр", "Сила трения", "Символы удачи", "Супер Кузьмич", "Плинко", "Поиск сокровищ"); бестиражные (моментальные) лотереи: "Забава от Русского лото" (1 блок/10 билетов), "Спорим?", "ГТО", "Клава", "Кроссворд", "КХЛ", "Охота", "Хочу 100 тысяч!", "Удачный маршрут", "Узор удачи", "С Новым годом" (новинка/блок.) 
Под брендом Национальная лотерея в России официально представлены следующие лотереи: "Мечталлион", "Лавина призов", "12 добрых дел", "ПЯТЬО!ПЯТЬ", "Большая 8", "Пятая скорость", "Форсаж 75", "Турнир", "Премиум", "Премьер", "Автолотерея Рольф", "Билет в высшее общество", "В мире удачи" (Жираф/Зебра/Лама/Лиса), "Возьми золото" (Оле-Оле!/Стань легендой!), "Квест-лотерея" (Золотое дело/Побег с поезда), "КЕНО Цветные шары", "Ближе к звёздам" (Первая премия/Рок-н-ролл), "Полёт желаний", "Почтальон на миллион", "Путь к удаче", "Мультимедиа", "4х4", "ТОП 12", "Великолепная 8", "5 из 36", "5 из 37", "Трижды три", "Знаковый момент", "Знак удачи" (Слон/Тигр), "Удачная премьера", "Алмазные прииски", "Открытка", "Охота на смартфон", "Летим к мечте", "Лотерея месяца", "Моментальный Мечталлион", "Мечталлион Экспресс", "Новый год" (бирка красная/зелёная), "Снежность", "С Новым годом!", "Сладкая удача", "Снегурочка", "Супер 8", "Счастливая линия", "Счастливый билет" (Казань/Крым/Санкт-Петербург/Сочи), "Раунд", "Трилогия", "Удачная примета", "Щелкунчик", "Ювелир"
Под брендом FONBET официально представлены следующие лотереи: FONBET Лото и 17 различных игр 24/7. 
Под брендом Winline официально представлены следующие лотереи: 6 основных и 5 дополнительных игр 24/7.
Максимальный выигрыш в российской лотерее зарегистрирован 1 января 2020 года — во время новогоднего розыгрыша Русское Лото был разыгран джек-пот в размере 1 000 000 000 (один миллиард) рублей. Выиграла его жительница Подмосковья Надежда Бартош. Обладателем самого большого выигрыша бренда "Национальной Лотереи" 113 132 977 рублей  "Мечталлион" оказался житель Волгоградской области.
Цена лотерейных билетов в России:
Билеты российских лотерей продаются за 10, 20, 25, 30, 50, 60, 80, 100, 150, 200, 250, 300, 400, 500, 600 и 1000 ₽.

### Официальные лотереи Украины
На сегодняшний день лотерейный рынок Украины поделён двумя крупными операторами лотереи УНЛ (Украинская Национальная Лотерея) и МСЛ (Молодь Спорт Лото).
Компания УНЛ представляет на украинском рынке популярные лотереи:
1. Супер Лото
2. Кено
3. Лото Максима
4. Лото Тройка
5. Лото 6 из 36
6. Золото Лото

Компанией МСЛ представлены известные лотереи Украины:
1. Лото-Забава
2. Мегалот
3. Спортпрогноз
4. Спортлига
5. Лотерея Кто Там (больше не существует)
6. Гонка на Гроші
7. Швидкограй
8. Тип и Топ

### Официальные лотереи Казахстана

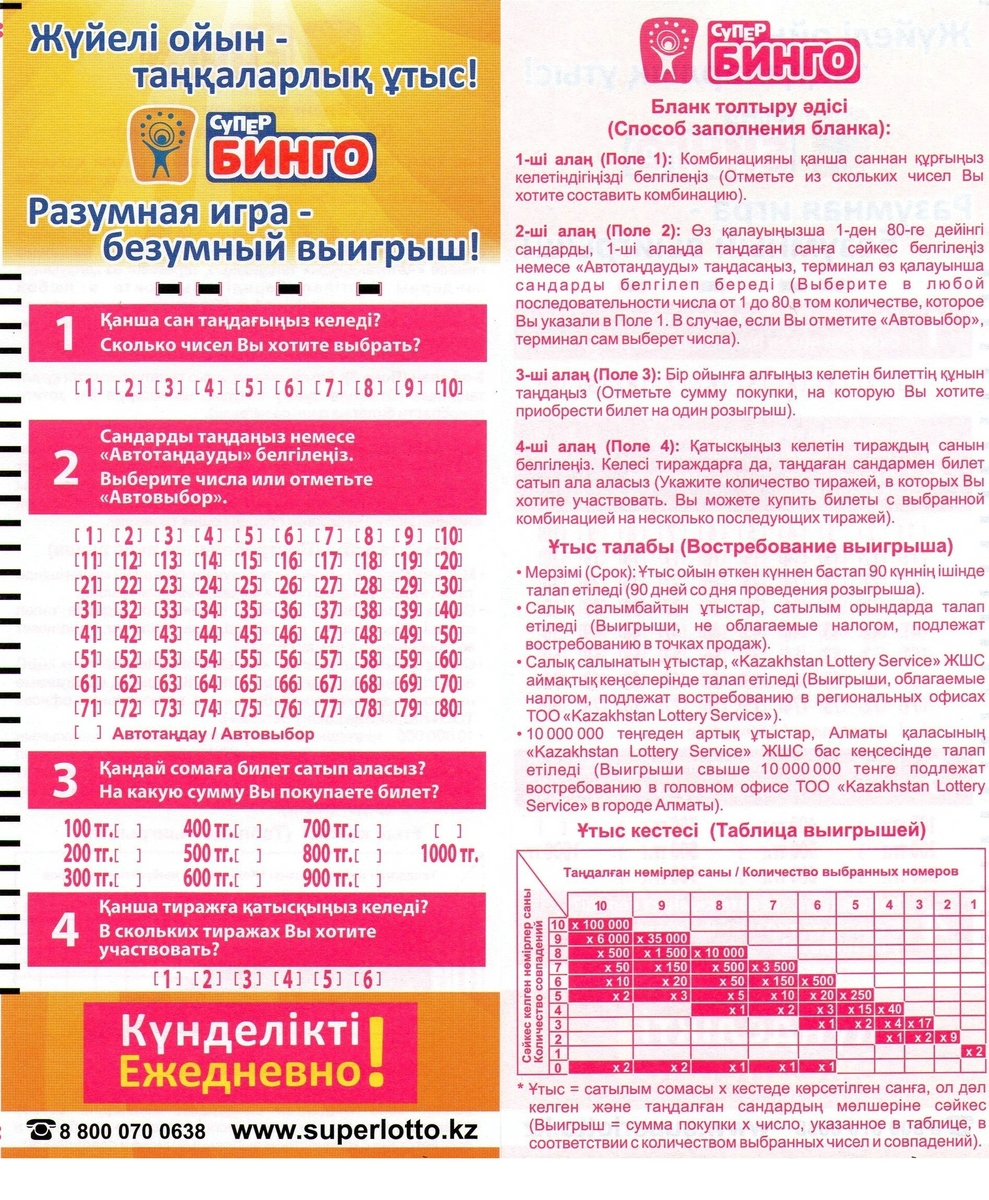
Бланк для игры в СуперБинго c двух сторон.
Сторона с игровым полем и сторона с правилами игры. Пояснительный текст на казахском и русском языках

В связи с принятием нового закона «О лотереях и лотерейной деятельности» все действующие лотереи были закрыты.

### Лотереи Казахстана
Организация и проведение лотереи в Республике Казахстан регулируется законом «О лотереях и лотерейной деятельности» от 9 апреля 2016 года и Министерством культуры и спорта РК . На основании тендера из 9 компаний определён единый оператор лотереи АО «Сәтті Жұлдыз» с правом осуществления деятельности сроком на 15 лет.
Самыми популярными телевизионными лотереями Республики Казахстан являлись:
1. ТВ Бинго (с 28.11.1999 по 30.10.2016)
2. Лото «5 из 36», «6 из 40» и «ПИК-5» (с 2000 по 2006)
3. Семейное лото
4. Алтын Тага (с каз. — Золотая Подкова) (с 5.04.2009 по 12.01.2014)
5. «Акша» (с 02.09.2012 по 30.10.2016)
6. КазЛото (с 24.02.2008 по 30.10.2016)
7. Лото Батыр (с 14.11.2009 по 30.10.2016)
8. 5 из 30 (с 5.12.2009)
9. 5 из 36 (с 13.10.2013)
10. 6 из 35 (с 5.12.2009 и по 4.12.2010 — 6 из 38)
11. Автокуш (с 20.11.2015 по 02.10.2016)
12. Свой дом (с 06.12.2015 по 09.10.2016)
13. Супербинго (с 17.05.2012)
14. Сәтті Жұлдыз («777», «Keno», «TeleBingo», «Loto 6/49», «Loto 5/36», «SuperLoto», «4/20», «8/20», «Keno2», «BingoToy»).

Максимальный выигрыш в активных лотереях на территории РК, зарегистрирован 11 июля 2010-го в лотерее 6 из 38 — 155.791.269 тенге (по курсу на тот момент — 1.056.068 USD) в г.Алматы.

Максимальный выигрыш в пассивных лотереях зарегистрирован 9 октября 2011-го в лотерее ТВ Бинго — 74.624.177 тенге (по курсу на тот момент — 502.993 USD) в г.Тараз.

Теоретически максимально возможный выигрыш на одну комбинацию на одном билете среди активных лотерей РК, в которых джекпот фиксирован и не накапливается — 100.000.000 тенге в игре Супербинго, при 10-кратной ставке на 10 чисел из 80. На данный момент максимальный выигрыш в Супербинго составил 10.000.000 тенге (по курсу на тот момент — 65.359 USD) в г. Караганда 30 декабря 2013-го в 1-кратной ставке на 10 чисел.

### Официальные лотереи Беларуси
Координацию, управление и контроль в сфере лотерейной деятельности в РБ осуществляет Министерство финансов.
Отличительной особенностью лотерейной деятельности в РБ является необходимость получения экспертного заключения в ОАЦ (Оперативно-аналитическом центре при Президенте Республики Беларусь) на программно-аппаратные комплексы лотереи. Кроме того, до и после проведения розыгрыша очередного тиража ОАЦ производится экспертная проверка баз данных о реализованных/нереализованных билетах и результатах тиража соответственно.
Данные многочисленные проверки помогают защитить от несанкционированного доступа, модификации, копирования, хищения, уничтожения информации и иных подобных действий.
Призовой фонд формируется в размере 50 % от общего объёма реализации лотерейных билетов.
Лотереи подразделяются на следующие виды:
- по способу участия в лотерее: активная, пассивная, активно-пассивная лотерея и электронная;
- по способу определения выигрышей: тиражная, мгновенная и комбинированная;
- по месту учреждения: республиканская, местная и международная лотерея.

Самые популярные лотереи Республики Беларусь:
1. Суперлото (27.02.2005 — н.в)
2. Капитал
3. Спортлото 5 из 36
4. Спортлото 6 из 49
5. Блиц
6. КЕНО
7. Спортпрогноз
8. Киберлото
9. То! Лото (01.01.2022 — н.в)
10. Ваше Лото (2001—2022)
11. Пятёрочка (2010—2022)

### Официальные лотереи Азербайджана
В Азербайджане главным организатором проведения всех телевизионных лотерей, является государственная лотерейная компания Азерлотерея (азерб. Azerlotereya), которая в течение одного часа по понедельникам вещает все свои телевизионные лотереи на государственном азербайджанском телеканале Space TV. Призовой фонд основной телевизионной лотереи Супер Бинго, формируется за счёт купленных билетов. Заранее до тиража, ещё неизвестно, до какого хода будет идти игра. Ведущий объявляет, до какого хода будет идти игра, лишь после того, как спикер объявит количество проданных билетов. Игра до 88 хода, будет идти тогда, когда будут играть более 2.000.000 билетов, а игра до 89 хода будет идти тогда, когда будет играть более 4.000.000 билетов. Игра до 87 хода идёт тогда, когда в тираже участвует более 1.000.000 билетов. Однако, в среднем за тираж, в лотерее Супер Бинго, участвует в среднем 300.000 билетов, вследствие которого, игра идёт до 81 хода. По правилам азербайджанских лотерей существует такое правило — чем меньше количество проданных билетов, тем меньше шансов на победу (из-за снижения количества ходов), а если количество проданных билетов окажется меньше 10.000, то определённая лотерея может стать банкротом.
Самые популярные телевизионные лотереи Азербайджана:
1. Лотерея Meqa 5 из 36
2. 4+4
3. Super Keno

## Интернет-технологии в лотерее
Невозможно обойти вниманием тот факт, что с приходом новых интернет-технологий и современных телекоммуникационных сетей, позволяющих производить удалённую продажу лотерейных билетов не ограниченную расстоянием и временем, является рождением новой генерации лотерей в истории бизнеса в целом.
В середине 1990-х годов появляется новое понятие — онлайн-лотерея. Официальные операторы лотерей, принимая во внимание, что количество интернет-пользователей растёт с огромной прогрессией и что людям импонирует идея играть онлайн, реализовывают новые возможности, и в сети появляется множество сайтов онлайн-лотереи, предоставляющих возможность купить лотерейные билеты через Интернет. Кроме того, с появлением национальных сайтов интернет-лотереи, обеспечивающих продажу лотерейных билетов жителям своих стран, возникают первые международные интернет-агентства, позволяющие играть онлайн в крупнейшие лотереи мира, не зависимо от местоположения и проживания игрока.
Очевиден тот факт, что Интернет сыграл незаменимую роль в истории лотереи, которая благодаря его технологическим возможностям, фактически обрела второе рождение и получила колоссальный ресурс для своей популяризации, а с выходом на внешние рынки и глобализации индустрии.
В 1999 году была создана Всемирная ассоциация лотереи (World Lottery Association (WLA)) путём слияния AILE, Международной ассоциации государственных лотерей, Intertoto, Международной ассоциации Toto и организации Lotto. Ассоциация зарегистрирована в Швейцарии, где находится её центральная штаб-квартира.
Всемирная ассоциация лотереи занимается контролем качества и порядка проведения лотерей по всему миру. Кроме того, ассоциация препятствует возникновению и развитию незаконного игорного бизнеса, в тех государствах, где на него наложен запрет.
На сегодняшний день членами ассоциации являются 90 стран мира, а среднегодовой доход организации составляет 180 млн. долларов США. Вступить в организацию могут не только национальные лотереи различных государств, но и онлайн-лотереи, всё более набирающие сегодня свою популярность.

## Стимулирующие лотереи
В последнее время стали очень популярны стимулирующие лотереи.
Стимулирующая лотерея может оказать помощь в продвижении того или иного продукта, услуги на рынок (акции типа «купи и выиграй»). Стимулирующие лотереи, согласно законодательству, отличаются от обычных тем, что их призовой фонд формируется не за счёт взносов участников, а за счёт средств организатора лотереи. При этом, они могут проводиться с помощью специального оборудования.
Стимулирующие лотереи — это недорогой, но очень действенный инструмент маркетинга. Чаще всего стимулирующие лотереи используют производители продуктов питания. А для производителей табачной и алкогольной продукции это вообще один из основных инструментов продвижения. В России в соответствии с поправками к федеральному закону «О лотереях», вступившими в силу 1 июля 2014 года, стимулирующие лотереи упразднены.

## Математические механизмы лотерей и психология игроков
Предварительно оцениваются затраты на организацию и проведение лотереи, на выплату призового фонда. В зависимости от стратегических установок организаторов лотереи и их оценки общественных ожиданий целевой группы, проводится распределение выигрышного фонда по категориям выигрышей. Чаще всего предлагается много мелких выигрышей (стоимостью 1-3 лотерейных билета), и несколько крупных (квартиры, автомобили, компьютеры). Значительные средства идут на рекламу самой лотереи, и на демонстрацию «счастливчиков».